# テクストゥス・レセプトゥス
テクストゥス・レセプトゥス（ラテン語: Textus Receptus：「受け入れられたテキスト」の意味）は、デジデリウス・エラスムスとオランダの人文学者たちによって校訂され、1516年に印刷されたギリシア語新約聖書本文のこと。公認本文とも呼ばれる。出版された最初のギリシア語新約聖書でもある。
後にウィリアム・ティンダルの英訳聖書、マルティン・ルターのドイツ語訳聖書（ルター聖書）など宗教改革期以降に作られた多くの翻訳聖書の底本として用いられ、正統的な新約ギリシア語本文としての権威を得た。しかし、近代になると、テクストゥス・レセプトゥスのもととなったギリシア語写本は東ローマ帝国からもたらされたビザンティン型に属するもの（小文字写本）で古くても12世紀以前にはさかのぼらないことが明らかになり、より古い写本によって原文を確定しようとする本文批評学が確立したため、テクストゥス・レセプトゥスではなくシナイ写本等を用いている聖書がある。

## 概説
エラスムスのまとめたテクストゥス・レセプトゥスの最初の版は、内容を精査せずにとりあえずまとめたという印象を与えるものである。時間をかけて準備していないため印刷版には誤植なども見られるだけでなく、彼が入手できた『ヨハネの黙示録』の唯一のギリシア語写本に末尾の6節を含む最後の一葉が欠けていたため、ヴルガータのラテン語を見て自分で翻訳を作ったこともよく知られている。
19世紀の歴史学者でラテン語とギリシア語に通じていたフレデリック・ノーラン (Frederick Nolan) はテクストゥス・レセプトゥスを高く評価し、使徒時代にまでさかのぼることができる由緒あるテキストであるとみなした。ノーランはエラスムスが多くのテキスト（異本）を吟味した上で考えうる最高のギリシア語聖書テキストを作り出したと考えた。
しかし現代の聖書学者たちは、エラスムスが参照できたテキストの数は非常に限られたものであったという見解で一致している。時間の制約、地理的制約、輸送や移動手段の未発達、重要なテキストが未発見であったことなどの理由からエラスムスが用いたテキストは限定されていて、その起源も使徒時代などでなくどんなに古くても12世紀にしかさかのぼりえないもの、現代の研究水準から見れば決して優れているとはいえないものである。
1522年に出されたエラスムスのギリシア語新約聖書第三版では「コンマ・ヨハンネウム」と呼ばれる箇所が挿入された。13世紀の写本のうち、たった一つにしか現れないものであり、エラスムスも「信頼性には疑いがある」と断りをつけている。
16世紀に入ると、多くのギリシア語聖書が世に現れたが、「テクストゥス・レセプトゥス」という名前は基本的に二つのギリシア語新約聖書にのみ用いられる。それはパリ大学のロベルトゥス・ステファヌスが1550年に校訂したものと、ライデンのエルゼビア社 (Elzevirs) が1624年に発行し1633年に再版したテキストである。もともと「テクストゥス・レセプトゥス」という語はこのエルゼビア社のギリシア語聖書（1633年版）の前書きにあるラテン語序文から生まれたものである。そこには「textum ergo habes, nunc ab omnibus receptum」、すなわち「あなたが手にしたこの聖書こそがすべての人に受け入れられたものである」という意味の文章があり、そこから「textum receptum」という語が抜き出され、対格から主格に変えて「textus receptus」という言葉が生み出されたのである。
現代の聖書学者たちはより正確なギリシア語新約聖書テキストを確定するためにテクストゥス・レセプトゥスを参照することはない。主に用いるのは時代的にもっとも古いアレクサンドリア型に属する写本であり、テクストゥス・レセプトゥスは異読の参照程度に用いられている。

## 文語訳聖書
1872年に、サミュエル・ロビンス・ブラウン、ジェームス・カーティス・ヘボン、ダニエル・クロスビー・グリーンら3人の委員と、奥野昌綱、高橋五郎、松山高吉ら協力者が文語訳聖書を翻訳する時には、テクストゥス・レセプトゥスが底本として用いられている。